# C3 (アルバム)
『C3』（シースリー）は、Base Ball Bearのメジャー8枚目のフルアルバム。
2020年1月22日にDGP RECORDSよりリリースされた。

## 解説
前作『光源』より約2年9ヶ月ぶり、また2019年1月にビクターエンタテインメント内にプライベートレーベルとして「DGP RECORDS」を設立してからは初めてのフルアルバムとなった。
収録曲は全12曲で、全て2019年にDGP RECORDSにて録音された。2019年にリリースしたEP『ポラリス』『Grape』が実質的な先行シングルとして機能しており、両作に収録されている全ての楽曲（全8曲）が本作にも収録される。
本作はバンドとしてメジャー・デビュー後初のフルアルバム『C』（2006年）、『C2』（2015年）に続く「C」シリーズの3作目である。タイトルの『C3』は、結成から『C2』までを第1章、サポートギタリストを迎えて活動していた時期を第2章とし、本作は次の「第3章」すなわち『Chapter 3』の作品であることを意味する。
本作は通常盤（「Standard Edition」）のほかに、初回生産限定盤（「Deluxe Edition」）の2形態でのリリースとなり、初回限定盤にはDVDが付属する（後述）。
後に通販限定でリリースされるEP『風来』には先行EPに入っていなかった楽曲が収録されたため、本アルバムは3枚のEPを組み合わせた構成となった。
オリコンチャートの2020年2月3日付週間CDアルバムランキングでは、3,765枚を売り上げ16位にランクインした。

## 収録曲
| 全作詞: 小出祐介。 |                                        |           |                      |      |
| #                  | タイトル                               | 作詞      | 作曲                 | 時間 |
| 1.                 | 「試される（2020 ver.）」              | 小出祐介  | 小出祐介・関根史織   | 3:33 |
| 2.                 | 「いまは僕の目を見て（C3 Mix）」       | 小出祐介  | 小出祐介             | 4:18 |
| 3.                 | 「Flame（C3 Mix）」                    | 小出祐介  | 小出祐介             | 3:50 |
| 4.                 | 「Summer Melt（C3 mix）」              | 小出祐介  | 小出祐介             | 3:19 |
| 5.                 | 「L.I.L」                              | 小出祐介  | 小出祐介             | 3:40 |
| 6.                 | 「EIGHT BEAT詩」                       | 小出祐介  | 小出祐介・関根史織   | 4:07 |
| 7.                 | 「セプテンバー・ステップス（C3 mix）」 | 小出祐介  | 小出祐介・堀之内大介 | 3:16 |
| 8.                 | 「PARK（C3 Mix）」                     | 小出祐介  | 小出祐介・関根史織   | 4:20 |
| 9.                 | 「Grape Juice（C3 mix）」              | 小出祐介  | 小出祐介・堀之内大介 | 3:25 |
| 10.                | 「ポラリス（C3 mix）」                 | 小出祐介  | 小出祐介             | 3:59 |
| 11.                | 「Cross Words」                        | 小出祐介  | 小出祐介             | 4:59 |
| 12.                | 「風来」                               | 小出祐介  | 小出祐介             | 3:59 |
| 合計時間:          | 合計時間:                              | 合計時間: | 46:45                |      |

## 楽曲について
EP『ポラリス』『Grape』からの楽曲は本作では全てアルバムバージョンでの収録となっている。
また2020年10月9日にリリースされる3枚目のEP『風来』には本作『C3』の新曲4曲が収録曲として更にリカットされるため、本作の全12曲がすべてEPとして収録されることとなった。
1. 試される（2020 ver.）
2. いまは僕の目を見て（C3 mix）
3. Flame（C3 mix）
4. Summer Melt（C3 mix）
5. L.I.L（C3 mix）
6. EIGHT BEAT詩
7. セプテンバー・ステップス（C3 mix）
8. PARK（C3 mix）
9. Grape Juice（C3 mix）
10. ポラリス（C3 mix）
11. Cross Words
12. 風来

## 初回生産限定盤
初回生産限定でリリースされる「Deluxe Edition」盤に付属するDVDには、収録曲のライブ映像およびインタビュー映像、ミュージック・ビデオが収録される（CDは通常盤と同一）。
ライブ映像
1. 試される
2. いまは僕の目を見て
3. Flame
4. Summer Melt
5. セプテンバー・ステップス
6. PARK
7. Grape Juice
8. ポラリス

ミュージック・ビデオ
1. Flame
2. いまは僕の目を見て
3. Cross Words